# Güsten (Jülich)

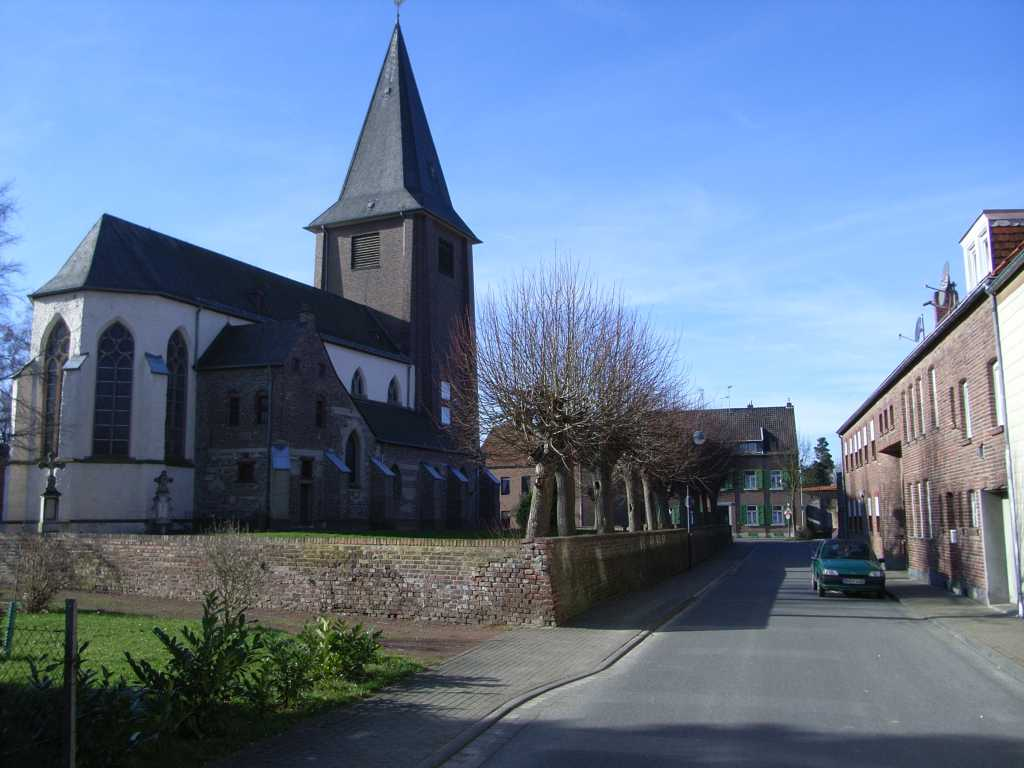
Güsten Kirche

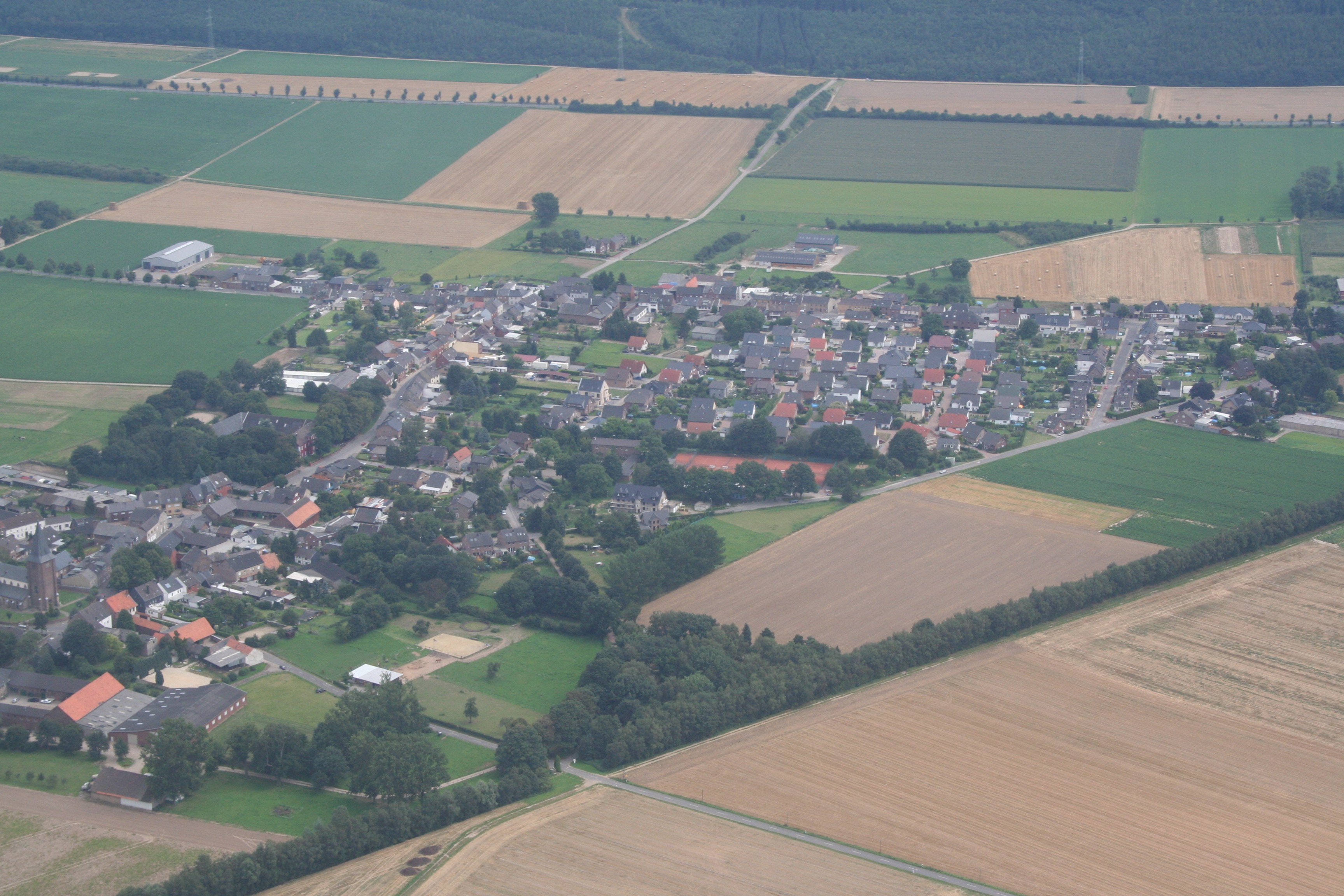
Güsten aus der Luft

Güsten ist ein Stadtteil von Jülich im Kreis Düren, Nordrhein-Westfalen.

## Geographie
Im Westen liegt Welldorf, im Norden der Wohnplatz Serrest, im Osten Rödingen (Gemeinde Titz) und im Süden der Tagebau Hambach mit der Sophienhöhe. Die Bebauung von Güsten und Welldorf geht fast nahtlos ineinander über.

## Geschichte
Nachgewiesen ist, dass die Abtei Prüm im Jahre 870 Güsten als Schenkung erhielt. Zum Schutz des Besitzes wurde in Güsten eine Burg erbaut, die nach ihrer Besitzerin, der Familie von Harff, Harffenburg genannt wurde. Von ihr ist jedoch nichts mehr vorhanden. Die heute als Burg Güsten bekannte Anlage ist ein Gutshof aus der Neuzeit und wird als Reiterhof genutzt.
Am 1. Juli 1969 wurde Güsten in die Nachbargemeinde Welldorf eingegliedert. Am 1. Januar 1972 wurde Welldorf mit Güsten nach Jülich eingemeindet.

## Verkehr
In Ortsnähe verläuft die Bundesstraße 55. Den ÖPNV stellt Rurtalbus durch die AVV-Buslinie 284 und ein Anrufsammeltaxi sicher. Bis zum 31. Dezember 2019 wurde diese Buslinie vom BVR Busverkehr Rheinland bedient. An Schultagen verkehrt zudem die Schulbuslinie 274.
| Linie | Verlauf |
| ----- | --- |
| 274   | (Verstärkerfahrten) Barmen Haus Overbach – Aldenhoven / Jülich / Linnich / Titz |
| 284   | (Jülich Schulzentrum – Walramplatz – Neues Rathaus →) Jülich Bf/ZOB – Stetternich – Welldorf – Güsten – Höllen – Rödingen – Kalrath – Ameln – Titz – (Opherten – Mündt –) Jackerath |
| AST   | AnrufSammelTaxi: Mo–Fr abends, Sa nachmittags/abends, So Jülich Bf/ZOB – Jülich Innenstadt – Lich-Steinstraß / Stetternich – Pattern / Welldorf – Mersch / Serrest / Güsten – Hompesch / Sevenich / Höllen – Müntz / Spiel / Rödingen / Bettenhoven – Ameln / Hasselsweiler / Ralshoven – Gevelsdorf / Kalrath – Titz – Mündt / Opherten – Jackerath |

## Persönlichkeiten
- Heinz-Günther Nesselrath (* 1957), Professor für Klassische Philologie in Göttingen

## Sonstiges
- Die katholische Pfarrgemeinde heißt St. Philippus und Jakobus.
- Im Ort gibt es den kirchlichen Kindergarten St. Walburga.
- Denkmäler in Güsten sind in der Liste der Baudenkmäler in Jülich aufgeführt.